# Pasadenus pasadena
Pasadenus pasadena är en insektsart som beskrevs av Ball 1914. Pasadenus pasadena ingår i släktet Pasadenus och familjen dvärgstritar. Inga underarter finns listade i Catalogue of Life.